# Ludwig Eichhorn (Politiker, 1921)
Ludwig Eichhorn (* 28. August 1921 in Ansbach; † 31. Mai 1960 in Nürnberg) war ein deutscher Politiker (SPD).
Nach dem Besuch der Volksschule machte Eichhorn die Lehre zum Mechaniker und wurde nach bestandener Gesellenprüfung zum Dienst verpflichtet. Bis Oktober 1943 arbeitete er als Flugzeugmonteur, ehe er sich freiwillig zur Fallschirmtruppe meldete. Im August 1944 wurde er von den Amerikanern in Kriegsgefangenschaft genommen, aus der er im Dezember 1947 entlassen wurde. Daraufhin besuchte er einen Kriegsteilnehmerlehrgang an der Fachschule für Maschinenbau in Ansbach und war bis 1951 als Monteur beim Fränkischen Überlandwerk tätig. Im Mai 1951 wechselte er in die freie Jugendarbeit, in der er bis November 1957 hauptamtlich beschäftigt war. 1956 wurde er in den Nürnberger Stadtrat gewählt, wenig später absolvierte er den elften Studiengang der Sozialakademie in Dortmund. Bei der Landtagswahl 1958 wurde Eichhorn in einem Stimmkreis in Nürnberg direkt in den Bayerischen Landtag gewählt. Am Morgen des 31. Mai 1960 starb er plötzlich und unerwartet, sein Mandat übernahm Nachrücker Otto Fink.